# Représentation de la femme dans Les Fleurs du mal
Les femmes sont omniprésentes dans Les Fleurs du mal de Charles Baudelaire. Dans la section Spleen et Idéal, on distingue généralement quatre cycles de poèmes consacrées à des femmes connues de l'auteur, dont Jeanne Duval, Apollonie Sabatier et Marie Daubrun. Baudelaire développe également des thèmes comme la prostitution et le lesbianisme. Le rapport aux femmes dans le recueil est cependant ambivalent, passant tantôt d'une axiologie positive à une axiologie très négative ; certains critiques parlent de misogynie.

## Fascination du féminin
(juillet 2018).
- Si vous ne connaissez pas le sujet, laissez ce bandeau (vous pouvez alors contacter les auteurs).
- Si vous supprimez le contenu mis en cause (vous pouvez préalablement contacter les auteurs),

argumentez précisément cette suppression dans la page de discussion
(un manque de référence n'est pas un argument ; une recherche réelle de référence doit avoir été effectuée, être formellement documentée).
« Le goût précoce des femmes. Je confondais l'odeur de la fourrure avec l'odeur de la femme. Je me souviens... Enfin j'aimais ma mère pour son élégance. J'étais donc un dandy précoce. »
De l'amour qu'il porte à sa mère, Caroline Archimbaut-Dufaÿs pour son élégance jusqu'à Jeanne Duval (il la faisait s’asseoir devant lui dans un grand fauteuil; il la regardait avec amour et l'admirait longuement, ou lui disait des vers écrits dans une langue qu'elle ne savait pas nous raconte Théodore de Banville), en passant par Apollonie Sabatier (à qui Gautier a écrit ses Lettres à la Présidente), Charles Baudelaire conservera, son existence durant, ce goût précoce des femmes qui façonnera durablement et profondément son œuvre et aiguisera sa sensibilité de dandy. 
Cette fascination amène cependant à des divergences d'interprétations selon les critiques. Ainsi, selon Jean-Michel Hirt, Baudelaire est « amoureux du féminin », alors que, pour Erich Auerbach, Baudelaire propose « une image dégradante de la sensualité, et surtout la mise en rapport femme-péché ».

### Allégories féminines
Différentes réalités abstraites sont présentées sous les traits d’une femme, le plus souvent par l’utilisation de la majuscule. C’est le cas pour la nature « Du temps que la Nature en sa verve puissante » (XIX), la mort « La Mort nous tient souvent par des liens subtils » (XL), la beauté « Tu marches sur des morts, Beauté, dont tu te moques » (XXI), la douleur « Sois sage, ô ma Douleur », l’élégance, la force « L’Élégance et la Force abondent, sœurs divines » (XX), la folie « Te pavaner aux lieux que la Folie encombre » (XXXVII), la nuit « Où, seul avec la Nuit, maussade hôtesse » (XXXVIII-I), etc.

### Femmes réelles

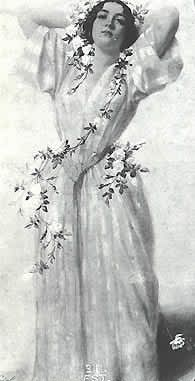
Apollonie Sabatier (La Présidente), par Vincent Vidal.